# Horodnîțea, Babanka
Horodnîțea (în ucraineană Городниця) este o comună în raionul Babanka, regiunea Cerkasî, Ucraina, formată numai din satul de reședință.

## Demografie
Componența lingvistică a comunei Horodnîțea
     Ucraineană (97,89%)
     Română (1,05%)
     Alte limbi (0,97%)
Conform recensământului din 2001, majoritatea populației comunei Horodnîțea era vorbitoare de ucraineană (97,89%), existând în minoritate și vorbitori de română (1,05%).